# Гудей, Виталий Васильевич
Виталий Васильевич Гудей (род. 12 мая 1978, Тирасполь) — молдавский и российский футболист, нападающий.

## Биография
Виталий Гудей родился 12 мая 1978 года в городе Тирасполь Молдавской ССР (сейчас в Приднестровье).
Играл в футбол на позиции нападающего.
В сезоне-1997/98 дебютировал в чемпионате Молдавии в составе бендерского «Динамо», проведя 7 матчей.
В 1998 году перебрался в «Циментул» из Рыбницы, в котором провёл два следующих сезона, в том числе сезон-1999/2000 во втором эшелоне молдавского футбола — дивизионе «А». В сезоне-2000/01 играл на том же уровне за «Хэппи Энд» из Каменки.
В 2001 году играл за украинский «Атлетик» из Великой Михайловки, игравший в чемпионате Одесской области.
В 2006 году входил в заявку «Текса» из Ивантеевки, выступавшего в российской ЛФЛ, но не провёл ни одного матча.

## Семья
Младший брат — Дмитрий Васильевич Гудей (род. 1984), российский футболист. Выступал во втором дивизионе за луховицкий «Спартак» и тверскую «Волгу».